# Sălătrucel (gmina)
Sălătrucel – gmina w Rumunii, w okręgu Vâlcea. Obejmuje miejscowości Pătești, Sălătrucel, Seaca i Șerbănești. W 2011 roku liczyła 1983 mieszkańców.